# Trichocerota diplotima
Trichocerota diplotima is een vlinder uit de familie wespvlinders (Sesiidae), onderfamilie Tinthiinae.
Trichocerota diplotima is voor het eerst wetenschappelijk beschreven door Meyrick in 1926. De soort komt voor in het Oriëntaals gebied.